# Joseba Beloki
Joseba Beloki Dorronsoro, född 12 augusti 1973 i Lazkao, Baskien, är en spansk före detta tävlingscyklist.

## Karriär
Joseba Beloki var specialist på att klättra i bergen på stora etapplopp och blev trea i Tour de France år 2000 och 2001. Han cyklade under perioden 2001–2003 för det spanska stallet ONCE-Eroski. Beloki tog sin finaste karriärseger i Katalonien runt år 2001. 
2002 hade Beloki sin bästa säsong i karriären och tog en andraplats i Tour de France, dock sju minuter efter totalvinnande Lance Armstrong. Han följde upp det med en tredjeplats i Vuelta a España samma år.

### Krasch under 2003 års Tour de France
Under 2003 års Tour de France var Beloki i sitt livs form och låg endast 40 sekunder efter ledande Armstrong efter ett par bergsetapper. Han kraschade dock dramatiskt på etapp 9 till Gap i en snäv kurva i utförsåkningen nedför Côte de La Rochette och bröt benet på två ställen, samt armen och skadade armbågen. Armstrong, som låg precis bakom Beloki, lyckades precis undvika olyckan genom att köra över ett fält, innan han kom tillbaka på banan. Belokis karriär som en av de allra bästa kom till ett slut i och med olyckan, och efter några misslyckade försök med att komma tillbaka till sin forna form lade han ned sin karriär 2006.

## Resultat i Grand Tours
|                 | 1999 | 2000 | 2001 | 2002 | 2003 | 2004 | 2005 |
| --------------- | ---- | ---- | ---- | ---- | ---- | ---- | ---- |
| Giro d'Italia   | –    | –    | –    | –    | –    | –    | X    |
| Tour de France  | –    | 3    | 3    | 2    | X    | –    | 75   |
| Vuelta a España | X    | –    | X    | 3    | –    | X    | 40   |

## Stall
- Euskaltel-Euskadi 1998–1999
- Festina 2000
- ONCE-Eroski 2001–2003
- Brioches La Boulangère 2004
- Saunier Duval-Prodir 2004
- Liberty Seguros-Würth 2005–2006